# 37 Geminorum
37 Geminorum (37 Gem) es una estrella en la constelación de Géminis. Al carecer de denominación de Bayer, es comúnmente conocida por su número de Flamsteed. Se localiza al oeste de Mebsuta (ε Geminorum), noreste de Tejat Posterior (μ Geminorum) y Tejat Prior (η Geminorum), y noroeste de Mekbuda (ζ Geminorum) y Wasat (δ Geminorum). Tiene magnitud aparente +5,74 y se encuentra a 56,3 años luz del sistema solar. 
La estrella conocida más cercana a 37 Geminorum es GJ 3420, enana blanca a sólo 1,4 años luz de distancia.

## Características
37 Geminorum es una enana amarilla de características físicas muy similares al Sol, por lo que puede ser considerada un gemelo solar. De tipo espectral G0V y estrella solitaria, tiene una masa de 1,1 masas solares y su radio es un 3% más grande que el radio solar.
Gira sobre sí misma con una velocidad de rotación proyectada —límite inferior de la misma— de 2,0 km/s.
Brilla con una luminosidad un 25% mayor que la del Sol.
Sin embargo, su índice de metalicidad
([Fe/H] = -0,10) indica un contenido de metales —entendiendo como tales aquellos elementos más pesados que el helio— equivalente al 79% del solar.
Diversos elementos evaluados siguen la misma pauta y únicamente el escandio puede ser ligeramente más abundante que en el Sol.
Su edad se estima en unos 4470 - 4500 millones de años, muy semejante a la del Sol.
No se ha detectado exceso en el infrarrojo procedente de 37 Geminorum ni a 24 μm ni a 70 μm, lo que en principio descarta la presencia de un disco de polvo circunestelar.
Análisis de su velocidad radial sugieren que no hay planetas gigantes a una distancia comprendida entre 0,1 y 4 UA, pero pueden existir planetas de menor tamaño no detectables con los métodos actuales. Estas características la convierten en un objetivo prioritario de los proyectos Darwin y Terrestrial Planet Finder (TPF) para la búsqueda de planetas terrestres que puedan albergar vida.
Un mensaje de METI fue enviado a 37 Geminorum el 3 de julio de 2001. Fue transmitido desde el radar más grande de Eurasia, el radar planetario de 70 metros de Eupatoria. El mensaje, denominado «Teen Age Message», llegará a 37 Geminorum en diciembre de 2057.